# Roztwór gazowy
Roztwór gazowy – roztwór, w którym wszystkie składniki są gazami. Roztwory gazowe mieszają się bez ograniczeń ilościowych. Zjawisko to wynika z tego, że odległości między cząsteczkami gazów są duże, a oddziaływania międzycząsteczkowe bardzo słabe. Gazy w temperaturze i ciśnieniu większym od ciśnienia i temperatury punktu krytycznego, mają wiele właściwości cieczy i mogą w nich rozpuszczać się ciecze i ciała stałe.